# La Basseta (Hortoneda de la Conca)
La Basseta és un llac que es troba a 1.805,5, just al límit dels antics municipis de Baén i Hortoneda de la Conca, i dels actuals de Baix Pallars i Conca de Dalt, pertanyents a les comarques de, respectivament, Pallars Sobirà i Pallars Jussà. La Basseta és, doncs, a la partió administrativa dels termes municipals i comarques esmentats.
És a l'extrem sud-est de les Emprius, lleugerament al nord-oest del Roc dels Quatre Alcaldes, gairebé al peu del Camí de Taús.